# クリケットの歴史

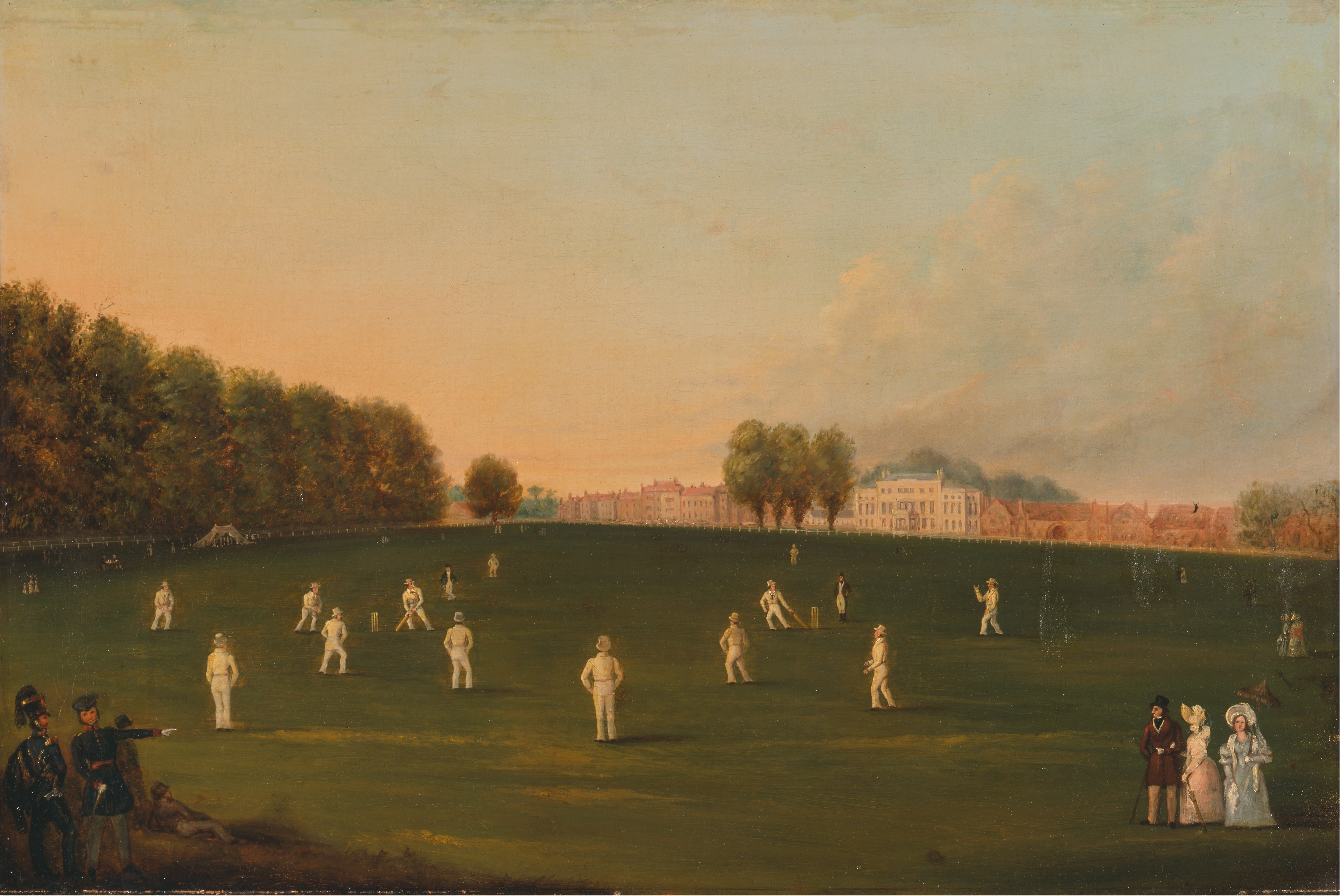
1836年にロイヤル・アマチュア・ソサエティーのメンバーによってプレーされたクリケットのグランドマッチ。ロンドンのハンプトン・コート宮殿側で行われた。

この項では、クリケットの歴史（クリケットのれきし）について説明する。

## 初期のクリケット

### 起源

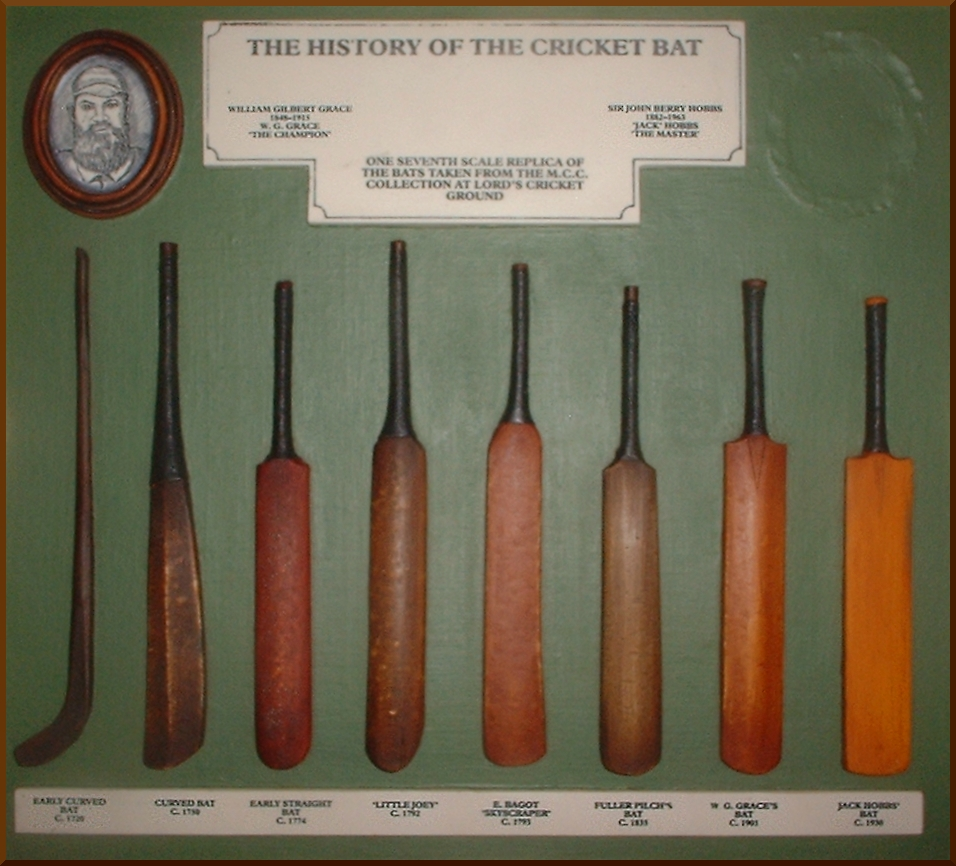
クリケットバットの歴史

起源は13世紀に羊飼いの遊びとして始まったという説がある。クリケットの前身はクラブボールと呼ばれる13世紀のイングランドのゲームであった可能性がある。クリケットはサクソン人またはノルマン人の時代に、イングランド南東部の密林と開拓地が広がる地域に住む子供達によって発明された可能性があるという専門家の意見の一致がある。成人のスポーツとしてプレーされていることが初めて言及されたのは1611年で、同年に辞書はクリケットを少年のスポーツとして定義した。クリケットはボールを打ち飛ばして目標に到達するのを阻止しようとする打者の介入によって、ボウルから派生したのではないかという考えもある。ヴィレッジ・クリケットは17世紀半ばまでに発展し、ヴィレッジ・クリケットの「地元の専門家」が最初の専門家として雇用されたため、17世紀の後半には最初の英国の「カウンティチーム」が結成された。チームがカウンティの名前を使用した最初の試合は1709年である。 

### クリケットの名前の由来
初期クリケットは、「club-ball、stool-ball、trap-ball、stob-ballといった古代の競技のように棍棒でボールを打つ競技」と解説される。クリケットの歴史は16世紀初頭イングランド、テューダー朝の時代まで間違いなく遡ることができる。1301年にケント、Newendenにおいてエドワード1世（長脛王）の息子エドワードによって「creag」として知られる競技がプレーされたという文献が存在しており、証拠はないものの、この競技が一種のクリケットであったと推測されている。
その他多くの単語が「cricket」の語源として提唱されている。1598年のこのスポーツに関する最も初期の確かな文献では、「creckett」と呼ばれている。イングランド南東部とフランドル伯領（ブルゴーニュ公国に属していた）との間の中世における強い貿易関係を考えると、この名称は中期オランダ語（当時フランドルで話されていた）で棒（杖）を意味するkrick(-e)に由来するかもしれない。あるいは、古英語で松葉杖 (crutch) を意味する cricc あるいは杖 (staff) を意味する cryce に由来するかもしれない。古フランス語では、criquest という単語は杖あるいは棒の一種を意味していたようである。サミュエル・ジョンソンの「英語辞典」では、サクソン語で棒を意味する cryce に由来をたどっている。

### イングランドの国民的スポーツに
18世紀前半、クリケットはロンドンとイングランド南東部の地域で主要なスポーツとしての地位を確立した。その普及は旅行の制約により限定されていたが、イングランドの他の地域でも徐々に人気が高まり、女子クリケットの歴史は1745年に遡り、知られている限り最初の試合がロンドン近郊のサリーで行われた。
1744年に最初のクリケット法が作成され、その後1774年に修正され、レッグ・ビフォア・ウィケット（LBW）、第3スタンプ、中間スタンプ、バットの最大幅などの革新が追加された。この規約は「スターアンドガータークラブ」によって作成され、そのメンバーは最終的に1787年にローズ・クリケット・グラウンドにある有名なメリルボーン・クリケット・クラブ（MCC）を設立した。MCCはすぐに法の管理者となり、それ以来今日に至るまで修正を行なった。

### 植民地に伝わる
地面に沿ってボールを転がすことは、ボウラーがボールを投げ始めた1760年以降のある時期に取って代わられ、その技術革新に応じて、ストレートバットが古い「ホッケースティック」スタイルのバットに取って代わった。。ハンプシャーのハンブルドン・クラブは、MCCが設立され、1787年にローズ・クリケット・グラウンドがオープンするまで、約30年間、クリケットの中心であった。
クリケットは、17世紀にはイギリスの植民地を経由して北米に導入され、18世紀には世界の他の地域にも伝わった。西インド諸島には植民者によって、インドにはイギリス東インド会社の船員によって持ち込まれた。1788年に植民地化が始まるとほぼ同時にオーストラリアに伝わり、19世紀初頭にはニュージーランドと南アフリカに伝わった。

## 19世紀のクリケット

### 国際クリケットが始まる

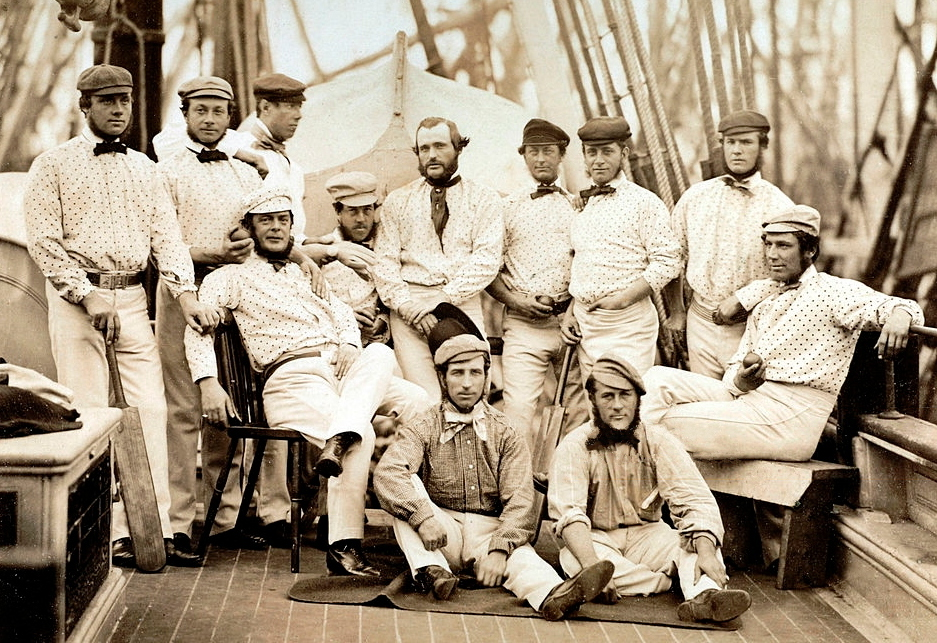
イングランドチームの初の北米遠征（1859年、船上にて）

クリケットは、ナポレオン戦争による19世紀初頭の投資不足を乗り切り、1815年に回復が始まった。サセックスは1839年に設立された英国のカウンティクラブの中で最初であり、残りのクラブも19世紀末までにこれに続いた。1846年に、「オールイングランドイレブン」が商業ベンチャーとして設立され、これまでトップクラスのクリケットを見たことがなかった地域にゲームを広めることに多大な貢献をした。
鉄道網の発達は、遠く離れたチームが時間のかかる移動をせずに対戦できるようになり、クリケットの普及にも役立った。それだけでなく、観客は試合までに長距離を移動することができ、観客の数も増加する可能性がある。世界中のイギリス陸軍部隊が地元住民のプレーを奨励し、旧大英帝国全体のチーム数が増加した。
女子クリケットは19世紀のスポーツの発展に重要な役割を果たし、1811年に最初の女子のカウンティの試合が行われた。女子の試合は、特にイングランド南部全域で大勢の観衆の前で行われることが多く、オーストラリアでは初めての試合が行われた。女子チームは1890年代にこのスポーツをプレーし始めた。

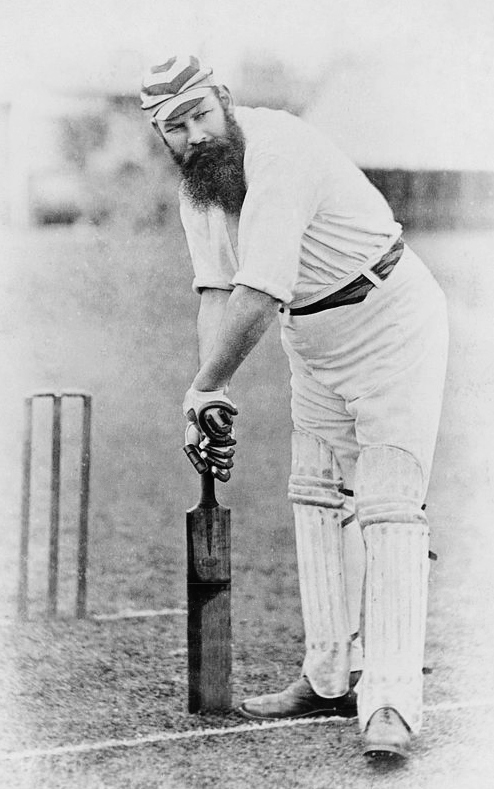
19世紀を代表する選手であるW・G・グレース

1864年にオーバーアームボウリングが合法化され、1864年には今日まで続いている最初のウィズデンクリケット選手年鑑が出版され、注目に値する最初の年となった。同年、W・G・グレースは長く影響力のあるキャリアを開始し、クリケットの人気の向上に大きく貢献した。
史上初のクリケットの国際試合は1844年にニューヨークのセントジョージズ・クリケットクラブでアメリカとカナダの間で開催され、1859年にはイギリスのファーストクラスのプロチームが史上初の海外ツアーで北米を訪問した。1862年に最初の英国チームがオーストラリアを遠征し、6年後にはオーストラリアの先住民アボリジニのチームが英国を遠征し、オーストラリアのクリケットチームとしては初めて海外遠征を行った。
1877年、オーストラリアのイングランド遠征チームがオーストラリアのフルイレブンと2試合を行い、現在では最初のテストマッチとみなされている。翌年、オーストラリア人たちは初めてイギリスをツアーし、このツアーの成功により、将来同様の事業に対する国民の需要が確実になった。1882年のジ・オーバルでは、緊張の末にオーストラリアが勝利を収め、ジ・アッシズが誕生した。その後、南アフリカは1889年に3番目の国としてテスト・クリケットを行うことが認められた。
1890年にイングランドで公式のカウンティ・チャンピオンシップが設立された。カリー・カップは1889年から1890年にかけて南アフリカで始まり、その3年後にオーストラリアでシェフィールド・シールドが始まった。1890年から第一次世界大戦の勃発までの期間は、グレース、ウィルフレッド・ローズ、CBフライ、ランジットシンジ、ビクター・トランパーなど数多くの偉大な選手が登場したため、「クリケットの黄金時代」として知られている。

### 北米で一番人気スポーツに

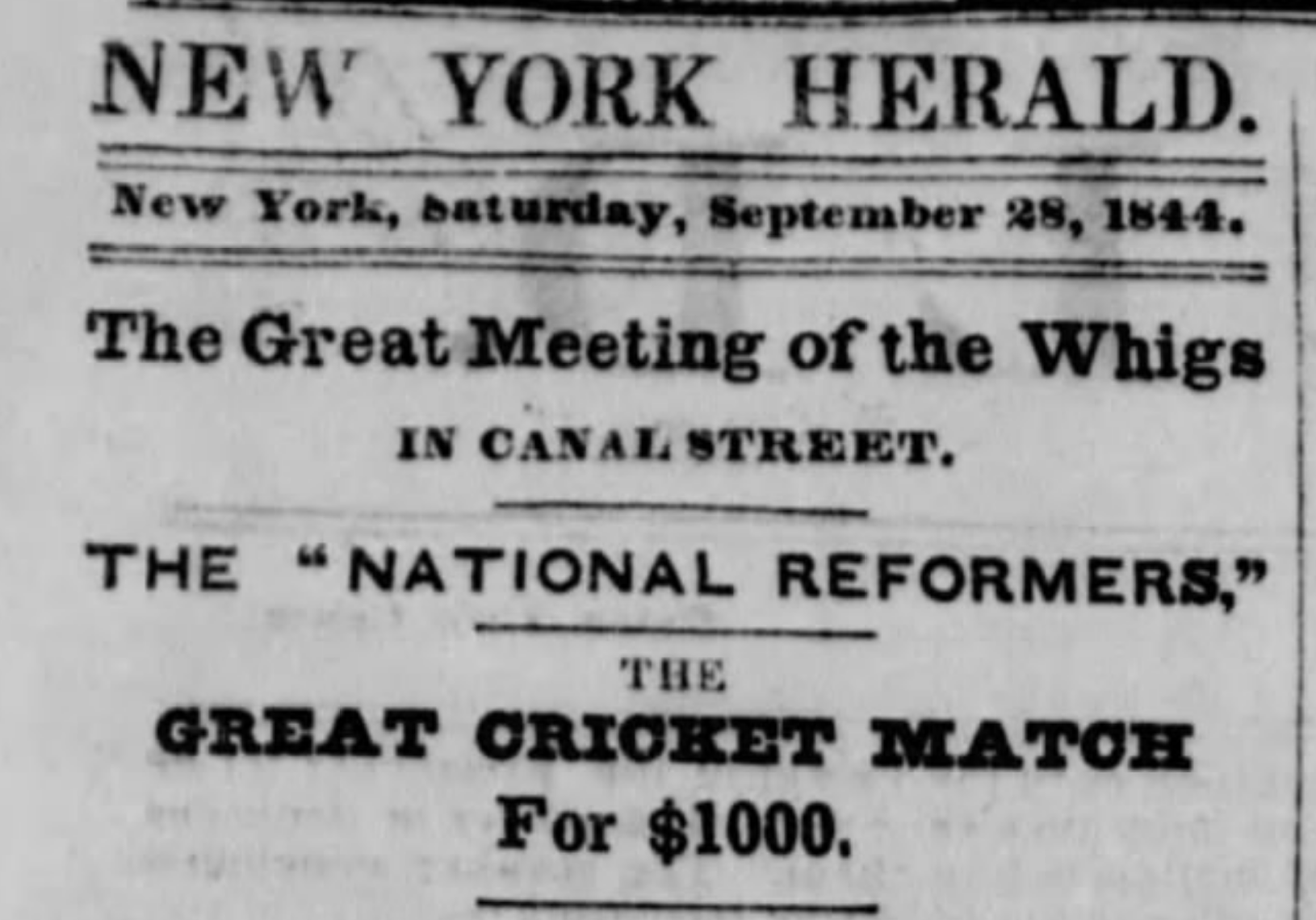
史上初のクリケットの国際試合であるニューヨークで開催されたアメリカ対カナダに関する1844年の記事

クリケットは1709年の英領アメリカ時代から始まり、アメリカで300年以上の歴史がある。アメリカ合衆国建国の父と言われるベンジャミン・フランクリンは、クリケットの1744年版公式ルールブックをイギリスから持ち帰った。野球やアメリカンフットボールより遥かに長い歴史があり、19世紀半ばには1000を超えるクリケットクラブが存在した。アメリカとカナダの国際試合は1844年にニューヨークで開催され、エイブラハム・リンカーンは1849年に有料でクリケット観戦をしている。アメリカ史の専門家によると、南北戦争以前はアメリカで圧倒的に一番人気スポーツであった。1861年に始まった南北戦争中に野球がアメリカのスポーツとしての地位を高めていき、クリケットの最盛期が終わった。後発の野球やアメリカンフットボールなどが19世紀後半から普及し始め、クリケット界が英連邦中心の閉鎖的な活動でアメリカから距離を置いていたこともあり、アメリカで徐々に人気が低迷した。特に第一次世界大戦後はクリケットの関心が薄れ、1920年代の野球のベイブ・ルースの功績もあり、野球への関心はクリケット凋落につながった。
カナダではイギリス領時代の1785年から試合が行われており、230年以上の歴史がある。カナダでも19世紀にはクリケットが最も人気のあるスポーツであり、初代カナダ首相のジョン・A・マクドナルドらによって、クリケットがカナダの国技と宣言されていた。しかし、その後は後発のアイスホッケーなどの台頭により、カナダにおけるクリケットも衰退した。

### 1900年パリ五輪で実施

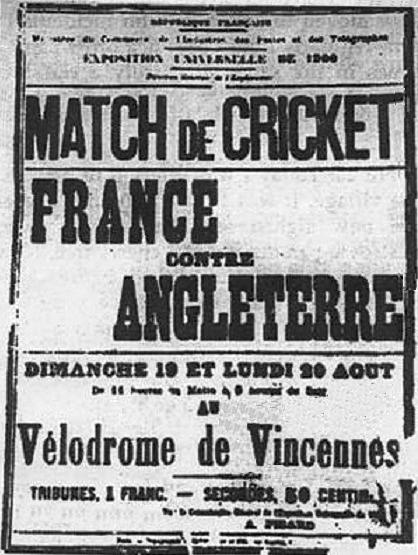
1900年パリ五輪のクリケットの試合のポスター

近代五輪最初の大会である1896年アテネオリンピックで実施される計画があったが、十分な参加者を集めることができず中止となった。しかし、4年後の1900年パリオリンピックで初めて実施された。当初は4チームが参加する予定だったが、ベルギーとオランダが撤退したため、イギリスとフランスの2チームが参加となった。男子競技のみの実施であり、イギリスとフランスの1試合だけが決勝戦として行われた。現在、オリンピックで行われた唯一のクリケットの試合である。試合は2イニング制で2日間に渡って行われ、イギリスが158ラン差で勝利し、初の金メダルを獲得した。敗れたフランスは、パリ在住のイギリス人選手がチームに多数含まれいるが、公式にはフランスの銀メダルとしてカウントされている。

## 20世紀のクリケット

### 国際競技連盟設立

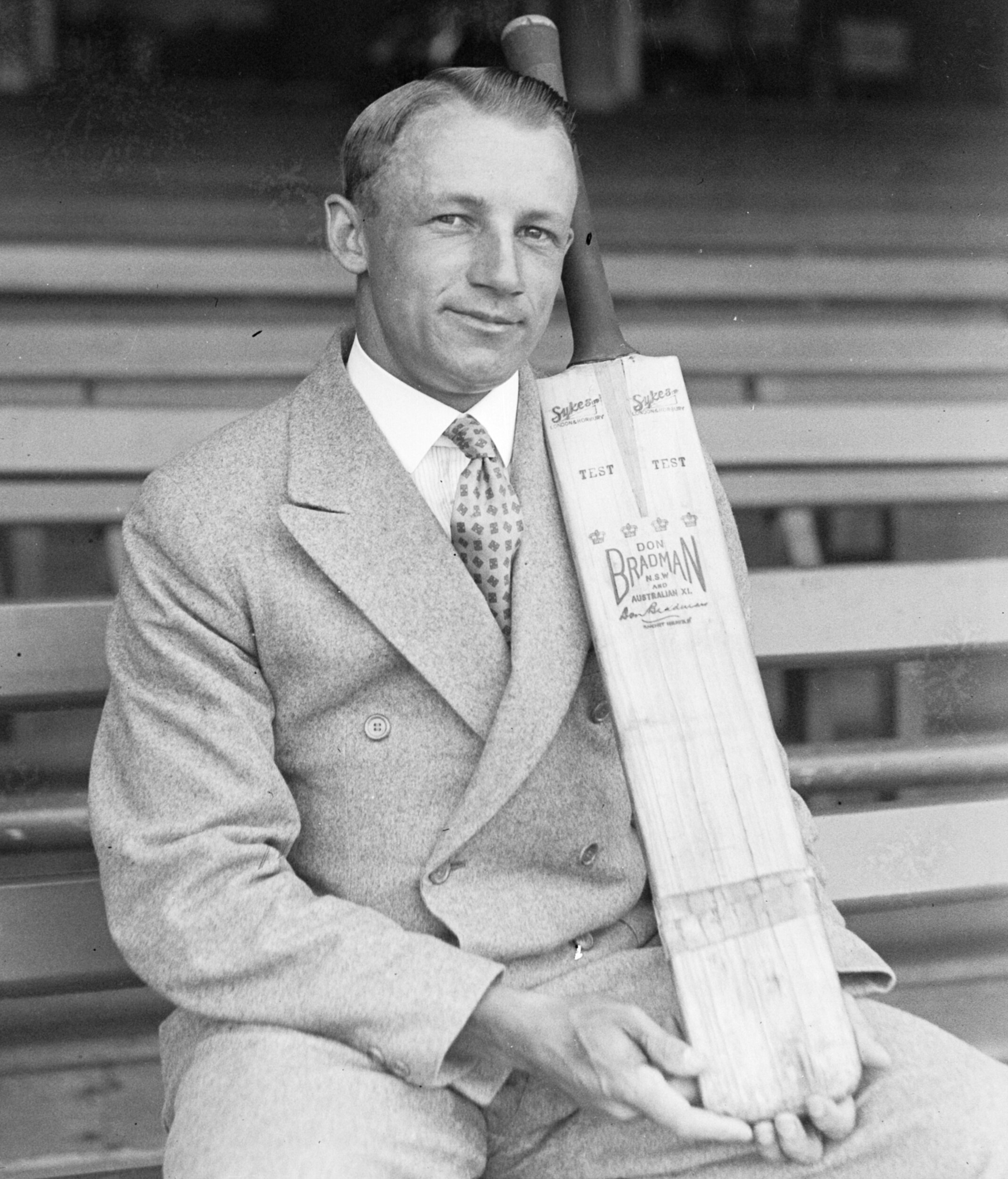
ドナルド・ブラッドマンはテストクリケットでの通算打率99.94、ファーストクラスマッチでの通算打率95.14と、他に並ぶもののない記録を残した。

1909年に大英帝国クリケット会議 (現国際クリケット評議会)が設立されたとき、加盟国はイングランド、オーストラリア、南アフリカのみだった。しかし、西インド諸島 (1928年)、ニュージーランド (1930年)、インド (1932年) は第二次世界大戦前にテスト・クリケットが行うことが可能となり、その直後にパキスタン (1952年) が可能となった。テスト・クリケットの出現によりこれらの国々でクリケットの人気は急上昇し、西インド諸島では島を拠点とするファーストクラスの競技会が設立され、ニュージーランドでは1906年に起源をもつプランケット・シールドを継続し、インドでは競技会が徐々に正式化されてきた。1934年にランジ・トロフィー、1953年にパキスタンがクエイド・エ・アザム・トロフィーを創設した。

### ワールドカップの発展
女子クリケットも20世紀初頭に最初の重要な国際的な一歩を踏み出し、1934年に史上初のテストマッチがイングランドとオーストラリアの間で行われた。1958年に国際女子クリケット評議会が設立された。女子競技はさらに発展し、1973年にはあらゆる種類の最初の女子クリケット・ワールドカップが開催された。女子ワールドカップはイングランドが主催し、キャプテンのレイチェル・ヘイホー＝フリントが先頭に立ち、第1回カップ戦で優勝を果たした。
戦後のブームの後、スロープレーとラン数の減少が1950年代の特徴であり、この郡クリケットの守備的な性質が徐々に観客数の減少につながった。これに応えて、1963年にイギリスのカウンティチームは、各イニングのみの試合で、イニングごとの最大オーバー数を制限するバージョンのクリケットをプレーし始めた。オーバー数が制限されたリミテッド・オーバーの人気が高まり、1969年に国内リーグが設立され、その結果カウンティチャンピオンシップの試合数が減少した。

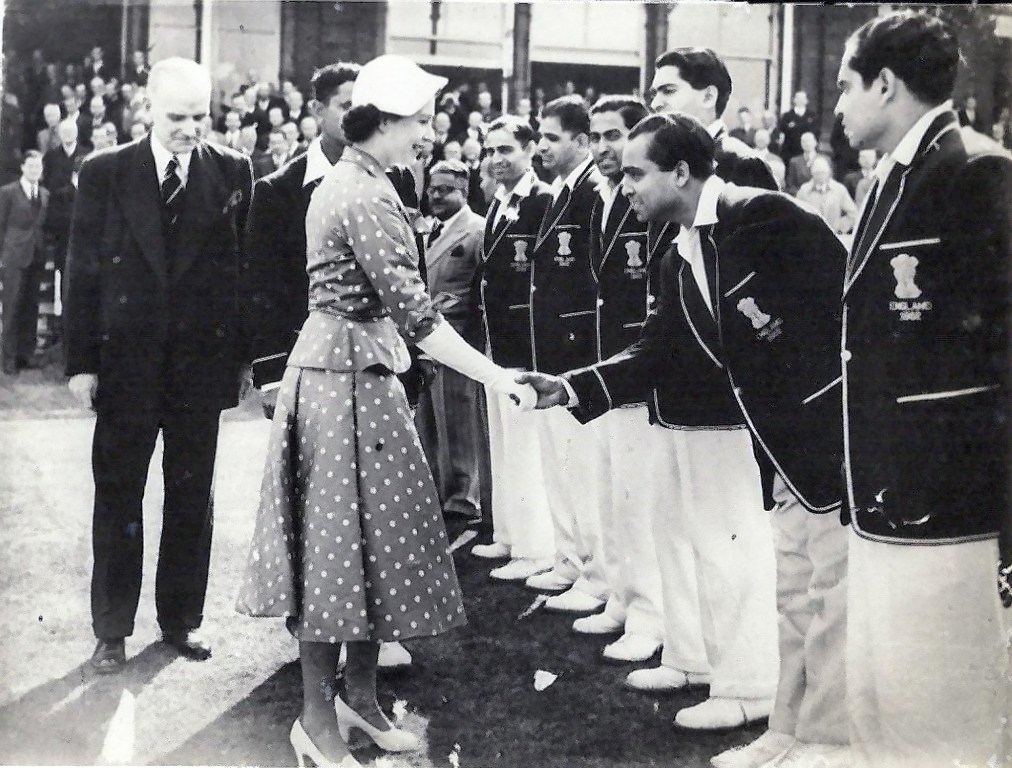
エリザベス2世と握手をするインド代表の選手（1952年、ローズ・クリケット・グラウンドにて）

1970年、南アフリカはアパルトヘイトにより国際クリケット競技会から無期限出場停止となり、トップレベルの競技に飢えていたため、南アフリカクリケット理事会は、国際選手がチームを結成して南アフリカをツアーする、いわゆる「反乱ツアー」に資金を提供し始めた。反政府勢力のツアーは1980年代まで続いたが、アパルトヘイトが終わりつつあることが明らかになると、1991年に南アフリカは国際スポーツに復帰することが歓迎された。南アフリカは1992年のクリケット・ワールドカップに出場し、その直後の4月にバルバドスで西インド諸島との「復帰」テストマッチを行った。 
最初のリミテッドオーバー国際試合は1971年にメルボルン・クリケット・グラウンドで、初日の大雨のためテストマッチが中止になった後の時間埋めとして開催された。国際クリケット会議（現国際クリケット評議会）はこの展開に反応して、1975年にイングランドで第1回クリケット・ワールドカップを組織し、当時のテストプレイ国すべてが参加し、決勝では西インド諸島がローズ・クリケット・グラウンドで勝利した。
1977年にケリー・パッカーは、国際クリケットの組織の外にある私設クリケットリーグに世界最高の選手数名と契約した。ワールドシリーズクリケットは出場停止処分を受けていた南アフリカ人選手の何人かを雇用し、彼らが国際舞台で他の世界クラスの選手と対戦して自分のスキルを披露できるようにした。これはわずか2年間しか続かなかったが、ワールドシリーズクリケットの長期的な成果には、大幅に高額な選手給与や、カラーキットやナイトゲームなどの革新技術の導入が含まれている。これらのイノベーションの多くが国際的なクリケットに伝わるまで、時間はかからなかった。
第1回ワールドカップの成功はこのように大きく、クリケットワールドカップは1979年と1983年にイングランドで開催され、その後1987年にインドとパキスタンで開催され、クリケットワールドカップが定期開催カレンダーの一部となることが決定された。白い服に赤いボールを使ってプレーされる最後のワールドカップとなり、1992年には投光器、色付きの衣装、白いボールが使用されるワールドカップクリケットの新時代が始まった。
1992年、テレビのリプレイでランアウトアピールを裁くための第3審判員の使用が、南アフリカ対インドのテストシリーズで初めて導入された。その後、第三審判員の職務は拡大され、スタンピング、キャッチ、バウンダリーなどのプレーの他の側面に関する決定も含まれるようになった。
国際競技会は成長を続け、数人のICCアソシエートおよびアフィリエイトメンバーが国内競技会の拡大に関与し、さらに国際舞台にも進出した。そして20世紀の終わりには、そのうちの3か国のスリランカ (1982年)、ジンバブエ (1992年)、バングラデシュ (2000年) がテスト・クリケットを行う権利を得た。

## 21世紀のクリケット

### トゥエンティ20形式の導入

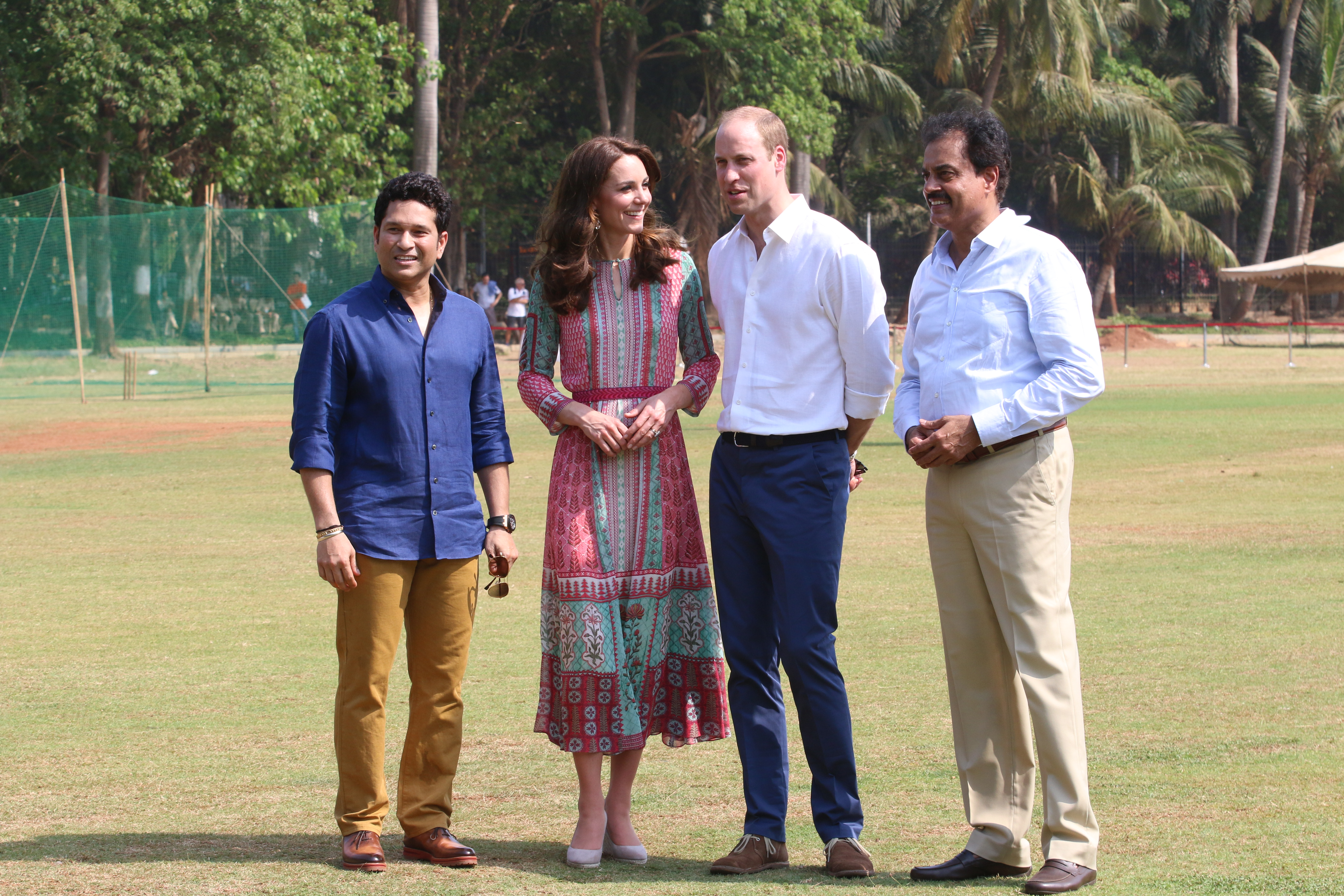
サチン・テンドルカール（左）は、インド訪問中のイギリス王室のウィリアム王子夫妻とクリケットをした（2016年）。

21世紀にはクリケット競技の歴史の中でも最も急速な変化が見られた。その中でも最も大きな変化はクリケットの新しい形式、つまり最短版であるトゥエンティ20（T20）であり、試合時間が3時間程度で終了するスペクタクルの創設である。2003年にイングランドのカウンティクリケットで初めて行われたトゥエンティ20形式の出現は、大きな革新をもたらした。ビッグヒッターと360度全方位でプレーするストロークでフリースコアの打者に対抗するために、ボウラーは多種多様な投球を完璧にし始め、フィールディングの質は急激に向上した。2004年に第1回女子T20インターナショナルが開催され、翌年には第1回男子T20インターナショナルが開催され、この形式はこのスポーツの3番目の公式形式として採用された
。
2007年9月、ヨハネスブルグで開催された史上初のICCワールドトゥエンティ20の決勝戦でインドがパキスタンに勝利し、世界中で4億人以上のテレビ視聴者を集めた。これが翌年のインディアン・プレミアリーグ創設のきっかけとなった。世界中でさらにトゥエンティ20形式のプロリーグが発足し、21世紀の現代クリケット選手は一年中クリケットをプレーすることに直面している。
新しい世紀には、国際クリケット評議会が2001年に「テストチャンピオンシップテーブル」を導入した。翌年、「ワンデーインターナショナルチャンピオンシップテーブル」が導入された。これらはクリケットの3つの形式全てに渡る公式ICCチームランキングに発展しており、テストランキングのリーダーがICCテストチャンピオンシップを保持している。

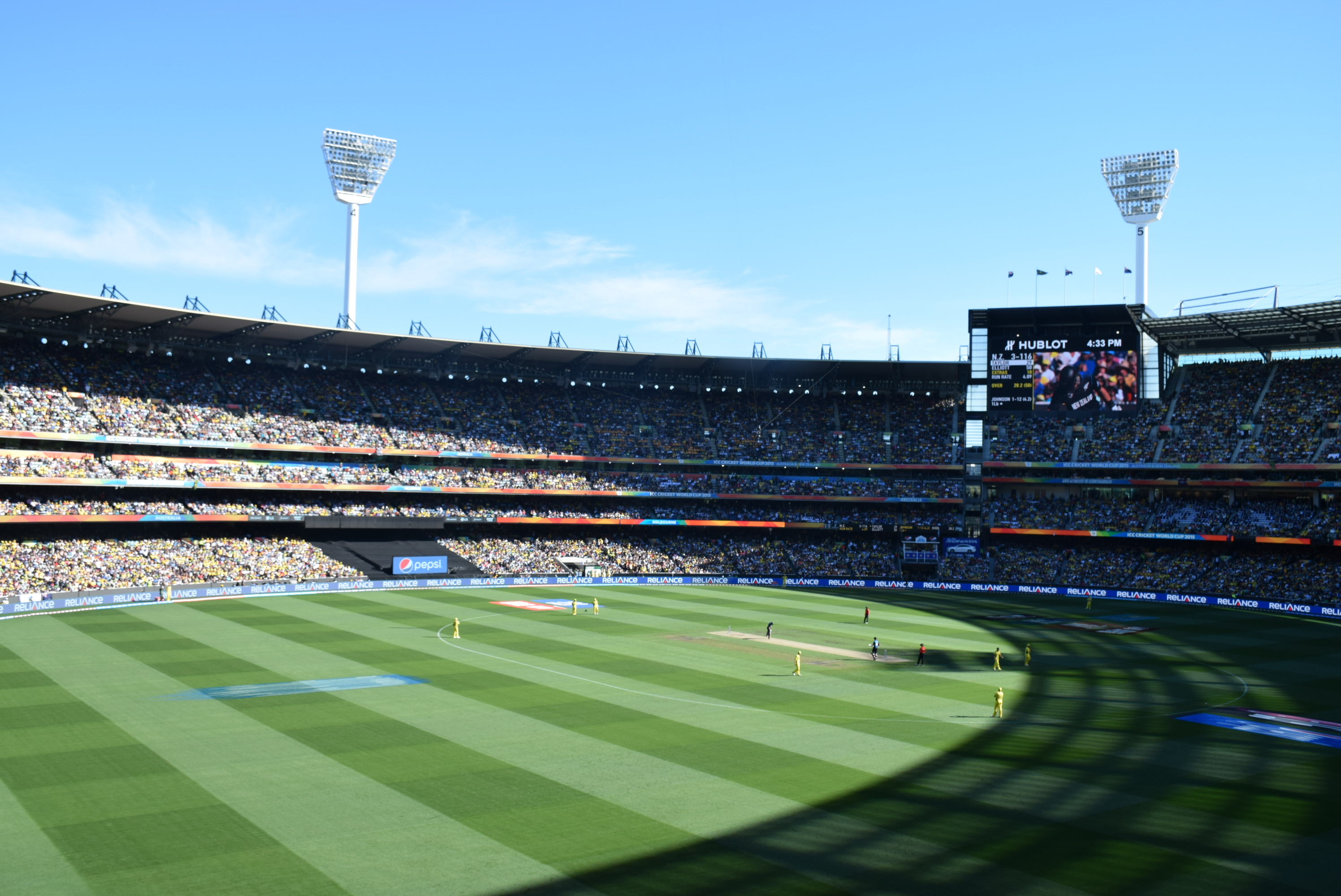
2015年ワールドカップの決勝はメルボルン・クリケット・グラウンドで行われ、オーストラリアが史上最多5度目の優勝を飾った。（観客数93,013人）

国際クリケット評議会はまた、さまざまな形式で競争できるより多くの代表チームを育成することを目的として、育成プログラムを拡大した。2004年、ICCインターコンチネンタルカップは、ほとんどが初めて12か国にファーストクラスのクリケットをもたらした。一方、ワールドクリケットリーグの組織は、多くの新しい国に競争力のある限定的オーバーのクリケットをもたらし、いくつかの準加盟国は世界大会で記憶に残る成功を収めた。ケニア、アイルランド、アフガニスタン、オランダはいずれもICCグローバルイベントで有名な勝利を収めた。
アフガニスタンとアイルランドは、フィールド内外での安定したパフォーマンスが評価され、それぞれの国でクリケットの大幅な発展と成長をもたらし、2017年6月に正会員資格を獲得し、その数は12になった。
ピッチ上でも革新があり、リミテッド・オーバーズ・クリケットでは守備制限に影響を与えるパワープレーが導入され、ワン・デイ・インターナショナルでは2つの新しいボールが使用され、トゥエンティ20クリケットでは次の打者のためのダグアウトさえも導入された。クリケットのテストマッチでも大きな発展があり、アデレード・オーバルでは特別に開発されたピンクのボールを使用したオーストラリア対ニュージーランドによる史上初の昼夜テストマッチが開催された。
また、ボールの追跡、正確なランアウトの決定を確実にするためのスタンプとベイルの点滅、バットがボールに当たったかどうかを確認するために使用できるエッジ検出技術など、ゲームでは多くの技術的進化があり、ダックワースも同様である。ルイス・スターン法は、リミテッドオーバー試合で悪天候が発生した場合の目標と結果を計算するために使用されている。
2008年、選手がフィールド上の判定の一部を第三審判員に委ねることができる新しい照会システムが、インド対スリランカのシリーズで国際デビューを果たした。これは発展して、公式の意思決定レビューシステムになった。

### インドでIPLが大成功

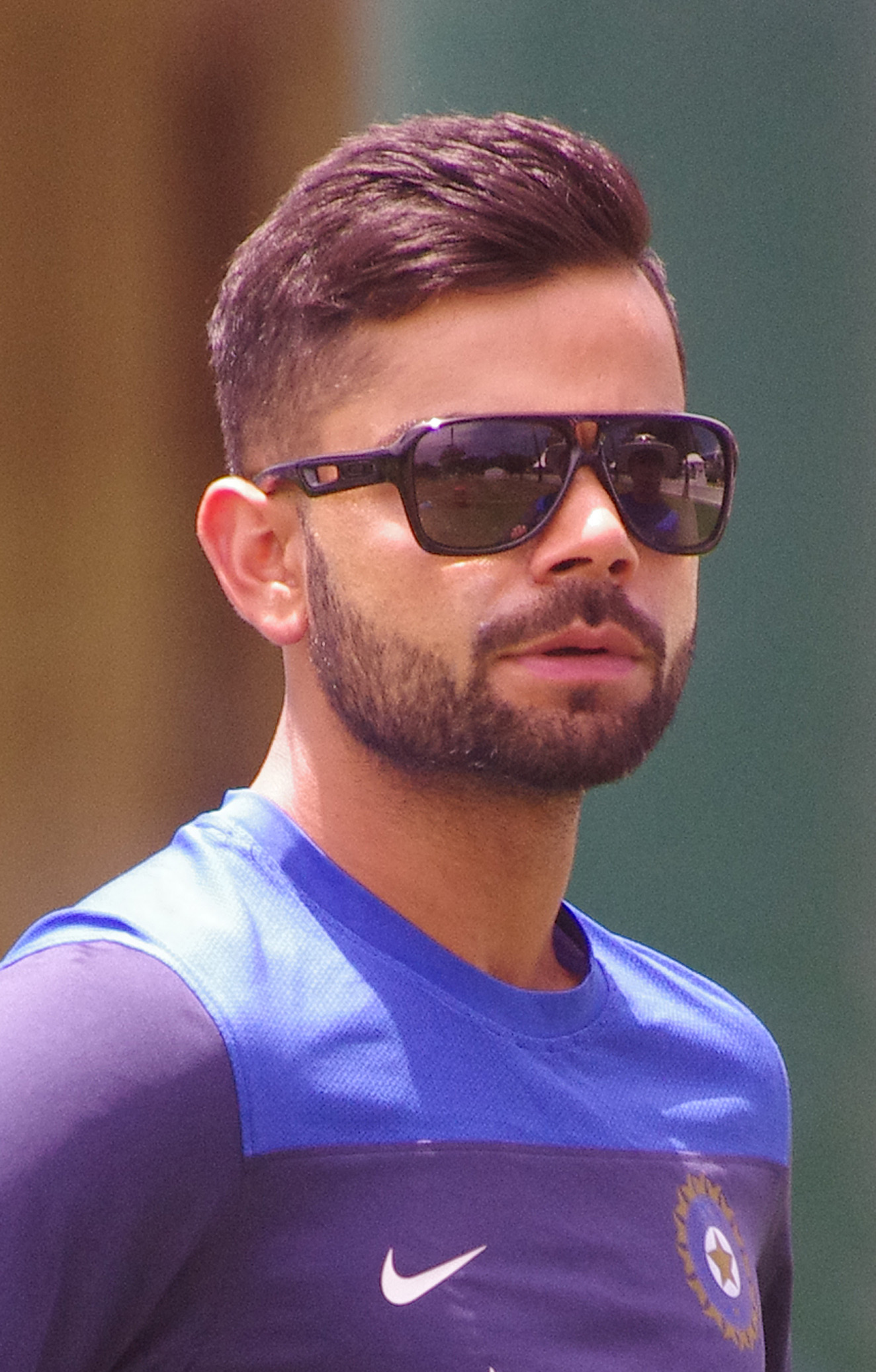
IPL通算最多ラン記録保持者であるヴィラット・コーリ（2023年シーズン終了時点）

インディアン・プレミアリーグ（以下、IPL）は2008年にインドで発足したトゥエンティ20形式のプロクリケットリーグである。参加チーム数は10であり、プロクリケットリーグとして世界最大の興行規模を有する。アメリカ経済誌フォーブスの算定によると、2022年時点のIPLの1チーム平均資産価値は10億4000万ドルであり、北米4大プロスポーツリーグの一つであるNHLを上回った。また、2023年にはIPLの事業価値が154億ドル、ブランド価値が32億ドルを算出されている。インドクリケット管理委員会は、2023年から5年間の放映権料が総額4839億ルピー（約8470億円）という巨額の取引が成立したと発表した。1試合当たりの放映権料は約11億4000万ルピー（約20億円）であり、プレミアリーグなどを上回り、世界のプロスポーツリーグでNFLに次ぐ2位となった。

### オリンピック復帰
クリケットは世界の競技人口は16歳以上で3億人を越えており、16歳未満も含めれば更に加算される。世界のファン人口は推定25億人であり、サッカーに次いで2番目に人気の高いスポーツである。しかし、クリケット界で高い発言力を持つイングランド・ウェールズクリケット委員会（ECB）やインドクリケット管理委員会（BCCI）がオリンピックに復帰することへの反対運動を主導していたこともあり、オリンピック競技の候補に挙がることが長年なかった。一方、多くのオリンピック関係者はクリケットの五輪実施を支持していており、2011年にIOC会長のジャック・ロゲは「重要で人気のあるスポーツで、テレビでも非常に影響力がある。素晴らしい伝統を持つスポーツであり、倫理を尊重することがほとんどだ。」とコメントし、クリケット実施を支持した。
クリケットの国際競技連盟である国際クリケット評議会（ICC）は2018年にオンライン調査を実施し、トゥエンティ20形式のオリンピック採用についてファンに意見を求めた。その結果、87％が賛成票を投じた。同年にBCCI長官が2028年ロサンゼルスオリンピックへの参入を支持し、長年のオリンピック参加に反対の立場から方針を一転した。2028年にクリケットをオリンピック競技として導入するというICCの提案が、国際オリンピック委員会（IOC）に提出された。
ICCは2021年8月、2028年ロサンゼルスオリンピックをターゲットとして、オリンピック競技に含めることを推進する意向を表明した。2022年には、ロサンゼルスオリンピックで開催都市が提案できる追加競技の候補として、クリケットがフラッグフットボール、ブレイキン、野球/ソフトボールなど9競技の一つに選出された。タイムズやワシントン・ポストなど主要メディアの報道によると、クリケットは9つの追加競技候補の中でも最有力とみなされている。IOCのバッハ会長は2023年9月、自身がクリケットの大ファンであることを公言し、ロサンゼルス大会にクリケットを含めたい考えを示唆した。ロサンゼルス市長のカレン・バスは、2028年のオリンピックとパラリンピックを利用してインドとの関係を強化できると信じており、同国に総領事館を開設するよう求めた。「アメリカ第二の都市であり、15万人以上のインド系アメリカ人が暮らす都市として、新たな領事館の拠点としてロサンゼルスを選んでいただくことを謹んでお願いいたします。」と発言し、クリケット採用に前向きとも言える発言をした。また、ロサンゼルス前市長のエリック・ガルセッティは、駐インド米国大使を務めており、2028年のオリンピックにクリケットを取り入れたい考えを主張した。
2023年10月、第141回IOC総会がインドのムンバイで開催された。ロサンゼルス大会組織委員会のディレクターであるカンプリアーニはクリケットについてのプレゼンテーションを総会で行い、「世界中に推定25億人のファンがいる世界で2番目に人気のあるスポーツを歓迎できることに興奮している」と語った。更に「ここにいる私の友人、ヴィラット・コーリについて考えてみてください。彼はソーシャルメディアで世界で3番目にフォローされているアスリートで、フォロワー数は3億1,400万です。これはレブロン・ジェームズ、トム・ブレイディ、タイガー・ウッズを合算させたものより多いです。」と語った。クリケットの実施は賛成多数で可決され、ロサンゼルス大会で採用されることが正式に決定した。